# RAH–66 Comanche
A RAH–66 Comanche egy prototípus fázisban maradt könnyű harci és felderítő helikopter, amelyet az Amerikai Egyesült Államokban, az OH–58 Kiowa helikopterek leváltására terveztek. A helikopter lopakodó tulajdonságokkal rendelkezik, külső felületét radarelnyelő anyagokkal borították, a kibocsátott zajt a farokrész különleges, csőrotoros kialakításával (fenestron) is csökkentették. A helikoptert eredetileg egy fő vezette volna, de mivel fém helyett főként speciális műanyagokat használtak ezért a gép önsúlya annyival csökkent, hogy beépíthettek egy második ülést is. Hatótávolsága igen nagy, képes a hadszíntérre akár tengerek átrepülésével is eljutni, emellett igen mélyen be tud az ellenséges vonalak mögé repülni. A helikopter teljesítménye nem váltotta be a hozzá fűzött reményeket (emelkedési sebessége kisebb volt, mint az AH–1 Cobra helikopteré), emellett fegyveres felderítésre egyre gyakrabban alkalmazzák a sokkal olcsóbb, és emberéletet nem veszélyeztető dronokat (pilóta nélküli felderítő repülőgépeket), ezért a helikopter fejlesztési programját 2004 februárjában leállították. Később szóba került egy esetleges áttervezés, mely csak a harci feladatokra koncentrál, mivel jobb manőverezési képességei vannak, mint az AH-64 Apache-nak, ugyanakkor megmaradt a nagy csapásmérő képesség. Köszönhetően az új fejlesztésnek, a gépen helyet kapnak félszárnyak, melyek alá 4-4db Hellfire levegő-föld, vagy 4-4db Sidewider, Stinger levegő-levegő rakéták bármely kombinációja felszerelhető.

## Külső hivatkozások
- RAH-66 Comanche A FAS.org típusismertetője